# アイバービル郡 (ルイジアナ州)
アイバービル郡（アイバービルぐん、英: Iberville Parish）は、アメリカ合衆国ルイジアナ州の中央部に位置する郡である。2010年国勢調査での人口は33,387人であり、2000年の33,320人から0.2％増加した。郡庁所在地はプラークミン（人口7,119人）であり、同郡で人口最大の町でもある。
アイバービル郡はバトンルージュ市の南に位置し、バトンルージュ大都市圏に属している。

## 歴史
アイバービル郡の名前はフランス領ルイジアナを設立したピエール・ル・モワン・ディーバービルに因んで名付けられた。
郡内では考古学的調査が行われてきており、主にインディアンの墳墓が発掘されてきた。最初に行ったのはクラレンス・B・ムーアが指導したものであり、幾つかの遺跡からデータを収集した。これが後の同様な動きの基礎になった。クラレンスは考古学的遺品を掘り出すよりも、昔の住民の人骨に興味を持っていた。考古学者達は遺跡の均一性や大きさの故に特に興味を持っている。マウンドの幾つかは長さ700フィート (210 m)、幅100フィート (30 m)、高さ6フィート (1.8 m) ある。その大半には人骨が入っている。

## 地理
アメリカ合衆国国勢調査局に拠れば、郡域全面積は653平方マイル (1,691.3 km2)であり、このうち陸地619平方マイル (1,603.2 km2)、水域は343平方マイル (88.1 km2)で水域率は5.21％である。

### 主要高規格道路
- 州間高速道路10号線
- ルイジアナ州道1号線
- ルイジアナ州道30号線
- ルイジアナ州道69号線
- ルイジアナ州道75号線
- ルイジアナ州道76号線
- ルイジアナ州道77号線

### 隣接する郡
- ポイントクーピー郡 - 北西
- ウェストバトンルージュ郡 - 北
- イーストバトンルージュ郡 - 北東
- アセンション郡 - 東
- アサンプション郡 - 南東
- アイビーリア郡 - 南
- セントマーティン郡 - 西

### 国立保護地域
- アチャファライア国立野生生物保護区（部分）

## 人口動態
以下は2000年の国勢調査による人口統計データである。
| 基礎データ - 人口: 33,320人 - 世帯数: 10,674 世帯 - 家族数: 8,016 家族 - 人口密度: 21人/km2（54人/mi2） - 住居数: 11,953軒 - 住居密度: 7軒/km2（19軒/mi2） 人種別人口構成 - 白人: 49.26% - アフリカン・アメリカン: 49.70% - ネイティブ・アメリカン: 0.18% - アジア人: 0.26% - 太平洋諸島系: 0.01% - その他の人種: 0.14% - 混血: 0.45% - ヒスパニック・ラテン系: 1.03% 年齢別人口構成 - 18歳未満: 26.2% - 18-24歳: 10.5% - 25-44歳: 31.1% - 45-64歳: 21.5% - 65歳以上: 10.7% - 年齢の中央値: 34歳 - 性比（女性100人あたり男性の人口） - 総人口: 99.8 - 18歳以上: 98.5 | 世帯と家族（対世帯数） - 18歳未満の子供がいる: 36.2% - 結婚・同居している夫婦: 49.6% - 未婚・離婚・死別女性が世帯主: 20.47% - 非家族世帯: 24.9% - 単身世帯: 21.9% - 65歳以上の老人1人暮らし: 8.5% - 平均構成人数 - 世帯: 2.81人 - 家族: 3.29人 収入と家計 - 収入の中央値 - 世帯: 29,039米ドル - 家族: 34,100米ドル - 性別 - 男性: 32,074米ドル - 女性: 20,007米ドル - 人口1人あたり収入: 13,272米ドル - 貧困線以下 - 対人口: 23% - 対家族数: 19% - 18歳未満: 30% - 65歳以上: 18% |

## 都市と町

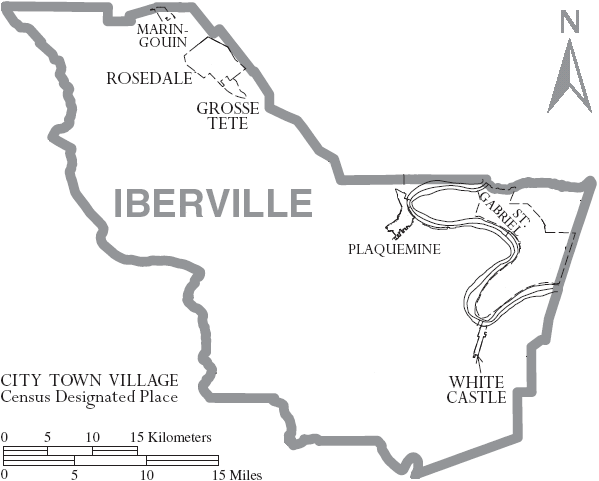
アイバービル郡図

### 都市と町
| - グルーステト - マリンゴーイン | - プラークミン - 郡庁所在地 - ローズデール | - セントガブリエル - ホワイトキャッスル |

### 未編入の町
- バイユーピジョン
- バイユーソレル
- クレセント

## 政府の機関
ルイジアナ州公衆安全矯正省がセントガブリエルでイレイン・ハント矯正所とルイジアナ州女性矯正所を運営している。ルイジアナ州女性矯正所には、女性死刑囚を収容している。

## 教育
アイバービル郡教育委員会が地元の公立学校を運営している。

### 公共図書館
アイバービル郡図書館が郡内の図書館を運営している。その本館はプラークミン市にある。支所はバイユーピジョン、バイユーソレル、イーストアイバービル（セントガブリエル市）、グルーステト、マリンゴーイン、ローズデール、ホワイトキャッスルにある。